# Абдрезаков Алі Касимович
Алі Касимович Абдрезаков (нар. 21 грудня 1912 — 12 травня 1992) — учасник німецько-радянської війни, Герой Радянського Союзу (1944).

## Життєпис
Народився 21 грудня 1912 року в селі Старотімошкіно (нині смт Баришського району Ульяновської області РФ) у селянській родині. Татарин. Закінчив сільськогосподарський технікум в 1935 році, працював зоотехніком.
З червня 1941 року у РСЧА.
На фронтах німецько-радянської війни з листопада 1942 року. Командир відділення 614-го окремого саперного батальйону (333-я стрілецька дивізія, 6-а армія, 3-й Український фронт) сержант Абдрезаков у ніч на 26 листопада 1943 року в районі села Канівське (Запорозький район) форсував Дніпро. Зробив три проходи у дротовому загороджені на правому березі і провів через них штурмову групу. Коли на лівому фланзі почало діяти кулеметне гніздо противника, підповз до бліндажу і гранатою знищив його.
Після війни працював зоотехніком у селі Целінне Алтайського краю.

## Нагороди
22 лютого 1944 року Алі Абдрезакову присвоєно звання Героя Радянського Союзу.
Нагороджений також:
- орденом Леніна
- орденом Вітчизняної війни 1 ступеня
- орденом Червоної Зірки